# Municipio de Lafayette (condado de Allen)
El municipio de Lafayette (en inglés: Lafayette Township) es un municipio ubicado en el condado de Allen en el estado estadounidense de Indiana. En el año 2010 tenía una población de 3354 habitantes y una densidad poblacional de 37,42 personas por km².

## Geografía
El municipio de Lafayette se encuentra ubicado en las coordenadas 40°57′32″N 85°16′42″O / 40.95889, -85.27833. Según la Oficina del Censo de los Estados Unidos, el municipio tiene una superficie total de 89.64 km², de la cual 89,48 km² corresponden a tierra firme y (0,18 %) 0,16 km² es agua.

## Demografía
Según el censo de 2010, había 3354 personas residiendo en el municipio de Lafayette. La densidad de población era de 37,42 hab./km². De los 3354 habitantes, el municipio de Lafayette estaba compuesto por el 94,04 % blancos, el 3,13 % eran afroamericanos, el 0,42 % eran amerindios, el 0,39 % eran asiáticos, el 0,51 % eran de otras razas y el 1,52 % eran de una mezcla de razas. Del total de la población el 2,62 % eran hispanos o latinos de cualquier raza.